# Bellamy (pel·lícula)
Bellamy fou l'última pel·lícula dirigida pel realitzador francès Claude Chabrol. La pel·lícula s'inspira en l'assumpte Yves Dandonneau. La pel·lícula surt del desig de Claude Chabrol i Gérard Depardieu de rodar junts, diverses vegades de vacances a Nimes, han decidit doncs rodar una pel·lícula en aquesta ciutat, romana i contemporània alhora on Bellamy hi va néixer. La pel·lícula va ser rodada a Nimes la primavera del 2008 i estrenada l'any següent.

## Argument
El comissari Bellamy (Gérard Depardieu) passa algunes setmanes de vacances amb la seva dona (Marie Bunel) a la casa natal d'aquesta última, a Nimes. Mentre que es mostra incapaç de mantenir el seu jove germà a la deriva (Clovis Cornillac) i de reafirmar la seva parella que s'esmicola, va en ajuda de Noël Gentil (Jacques Gamblin), un petit estafador que s'amaga en una cambra d'hotel acusat d'homicidi.
Dedicat "als dos Georges" (Georges Brassens i Georges Simenon), aquesta pel·lícula multiplica les referències a aquestes dues fonts d'inspiració: s'hi cantusseja o s'hi xiulen les cançons del primer (del qual es veu igualment la tomba al cementiri marí de Seta, mentre que Georges Brassens és en realitat inhumat al cementiri del Py, a Seta igualment), mentre que el personatge de Bellamy, policia dotat d'empatia, s'assembla estranyament al Comissari Maigret del segon: igual corpulència, igual necessitat de comprendre els criminals sense jutjar-los, mateixes inclinacions per l'alcohol, mateixos mètodes que se surten del normal...

## repartiment
- Gérard Depardieu: el comissari Paul Bellamy
- Jacques Gamblin: Noël Gentil/Emile Leullet/Denis Leprince
- Clovis Cornillac: Jacques Lebas
- Marie Bunel: Françoise Bellamy
- Vahina Giocante: Nadia Sancho
- Rodolphe Pauly: l'advocat
- Adrienne Pauly: Claire Bonheur
- Marie Matheron: Madame Leullet
- Dominique Ratonnat: el metge
- Yves Verhoeven: Alain, el dentista
- Henri Cohen: el president del tribunal
- Thomas Chabrol: un tipus al tribunal
- Bruno Abraham-Kremer: Bernard
- Maxence Aubenas: Gilles
- Anne Maureau: la periodista de TV
- Thierry Calas: metge
- Mauricette Pierre: Madame Chantemerle
- Jean-Claude Dumas: el taxista
- Matthieu Penchinat: Jojo